# Danh sách giải thưởng và đề cử của Song Ji-hyo
Song Ji-hyo (tiếng Hàn: 송지효, phiên âm Hán-Việt: Tống Chi Hiểu, sinh ngày 15 tháng 8 năm 1981, tên khai sinh là Cheon Seong-im, sau đó đổi thành Cheon Soo-yeon) là một nữ diễn viên điện ảnh, người mẫu và là người dẫn chương trình người Hàn Quốc.
Tính đến hết năm 2020, sau 20 năm cống hiến cho nghệ thuật, Song Ji-hyo đã nhận được 22 giải thưởng trong tất cả 53 đề cử. Trong số đó, có những giải thưởng quan trọng như SBS Entertainment Awards 2010 (Special Award in Variety), Giải thưởng phim truyền hình MBC 2011 (Producer's Award), SBS Entertainment Awards 2013 (Top Excellence Female Award), DramaFever Awards 2015 (Best Actress of the Year), Soompi Awards 2016 (Best Actress of the Year), Sina Weibo Night Awards 2016 (Best Trans-boundary Female Artist), Asia Artist Awards 2020 (Popularity Award)... và nhiều lần được các tạp chí I-Magazine, TC Candler Asia, Metro.Style, IZE Magazine vinh danh.

## Danh sách
| Giải thưởng                                     | Năm  | Hạng mục                                                                                    | Tác phẩm đề cử           | Kết quả   | Chú thích         |
| ----------------------------------------------- | ---- | ------------------------------------------------------------------------------------------- | ------------------------ | --------- | ----------------- |
| Giải thưởng Nghệ sĩ châu Á (Asia Artist Awards) | 2018 | Popularity Award                                                                            | —                        | Đề cử     | [ 1 ]             |
| Giải thưởng Nghệ sĩ châu Á (Asia Artist Awards) | 2019 | AAA X Dongnam Media & FPT Polytechnic Popularity. Giải thưởng được yêu thích (Nữ diễn viên) | —                        | Đoạt giải | [ 2 ]             |
| Giải thưởng Nghệ sĩ châu Á (Asia Artist Awards) | 2020 | Giải thưởng được yêu thích (Nữ diễn viên)                                                   | —                        | Đoạt giải | [ 3 ]             |
| Giải thưởng Nghệ sĩ châu Á (Asia Artist Awards) | 2021 | Giải thưởng được yêu thích (Nữ diễn viên)                                                   | —                        | Đoạt giải | [ 4 ]             |
| Giải thưởng điện ảnh Rồng Xanh                  | 2003 | Best New Actress                                                                            | Bậc thang ma             | Đề cử     |                   |
| Giải thưởng Nghệ thuật Baeksang                 | 2007 | Best New Actress (TV)                                                                       | Truyền thuyết Ju-mông    | Đề cử     | [ 5 ]             |
| Giải thưởng Nghệ thuật Baeksang                 | 2009 | Most Popular Actress (Film)                                                                 | Tình dục là chuyện nhỏ 2 | Đề cử     | [ 5 ]             |
| Giải thưởng Nghệ thuật Baeksang                 | 2012 | Best Female Entertainer                                                                     | Running Man              | Đề cử     | [ 5 ]             |
| Giải thưởng Nghệ thuật Baeksang                 | 2012 | Most Popular Actress in a Television                                                        | Running Man              | Đề cử     | [ 5 ]             |
| Giải thưởng Nghệ thuật Baeksang                 | 2013 | Best Female Entertainer                                                                     | Running Man              | Đề cử     | [ 5 ]             |
| Giải thưởng Nghệ thuật Baeksang                 | 2013 | Most Popular Actress in a Film                                                              | Thế giới mới             | Đề cử     | [ 5 ]             |
| Brand Customer Loyalty Awards                   | 2021 | Multitainer (Female)                                                                        | —                        | Đoạt giải | [ 6 ]             |
| DramaFever Awards                               | 2013 | Best Kiss (với Kang Gary)                                                                   | Running Man              | Đoạt giải | [ 7 ] [ 8 ] [ 9 ] |
| DramaFever Awards                               | 2013 | Best Couple Not Meant To Be (với Kang Gary)                                                 | Running Man              | Đề cử     | [ 7 ] [ 8 ] [ 9 ] |
| DramaFever Awards                               | 2015 | Best Actress of the Year                                                                    | Cặp đôi oan gia          | Đoạt giải | [ 10 ]            |
| DramaFever Awards                               | 2015 | Boldest Moment                                                                              | Cặp đôi oan gia          | Đoạt giải |                   |
| DramaFever Awards                               | 2015 | Best Couple Award (với Choi Jin-hyuk)                                                       | Cặp đôi oan gia          | Đề cử     |                   |
| JTBC Awards                                     | 2016 | Impressive performances chosen by viewers                                                   | Cô vợ ngoại tình         | Đoạt giải |                   |
| Giải thưởng phim truyền hình KBS                | 2011 | Excellence Actress Award in a Miniseries                                                    | Dấu vết đoạt mệnh        | Đề cử     |                   |
| Giải thưởng phim truyền hình KBS                | 2011 | Netizen Award, Actress                                                                      | Dấu vết đoạt mệnh        | Đề cử     |                   |
| Giải thưởng phim truyền hình KBS                | 2013 | Excellence Actress Award in a Mid-length Drama                                              | Thiên mệnh               | Đề cử     |                   |
| Giải thưởng phim truyền hình KBS                | 2013 | Netizen's Award                                                                             | Thiên mệnh               | Đề cử     |                   |
| Giải thưởng phim truyền hình KBS                | 2018 | Excellence Award, Actress in a Miniseries                                                   | Vòng xoay vận mệnh       | Đề cử     |                   |
| Giải thưởng phim truyền hình KBS                | 2018 | Netizen Award, Actress                                                                      | Vòng xoay vận mệnh       | Đề cử     |                   |
| Giải thưởng phim truyền hình KBS                | 2018 | Best Couple Award (với Park Si-hoo)                                                         | Vòng xoay vận mệnh       | Đề cử     |                   |
| Giải thưởng phim truyền hình MBC                | 2011 | Excellence Actress Award in a Miniseries                                                    | Tướng quân Gyebaek       | Đề cử     | [ 11 ]            |
| Giải thưởng phim truyền hình MBC                | 2011 | Producer's Award                                                                            | Tướng quân Gyebaek       | Đoạt giải | [ 11 ]            |
| Liên hoan phim quốc tế Macau                    | 2013 | Best Supporting Actress                                                                     | 708090                   | Đề cử     |                   |
| Metro Best K-drama Awards                       | 2020 | People's Choice - Best Couple (với Son Ho-jun)                                              | Phải chăng ta đã yêu?    | Đề cử     |                   |
| Metro Best K-drama Awards                       | 2020 | People's Choice - Best Kiss (với Son Ho-jun)                                                | Phải chăng ta đã yêu?    | Đề cử     |                   |
| Metro Best K-drama Awards                       | 2020 | People's Choice - Best Actress                                                              | Phải chăng ta đã yêu?    | Đề cử     |                   |
| Mnet 20's Choice Awards                         | 2011 | Hot Variety Star                                                                            | Running Man              | Đề cử     |                   |
| NATE Awards                                     | 2013 | Best Couple (với Kang Gary)                                                                 | Running Man              | Đoạt giải |                   |
| Giải thưởng Giải trí SBS                        | 2010 | Special Award in Variety                                                                    | Running Man              | Đoạt giải | [ 12 ]            |
| Giải thưởng Giải trí SBS                        | 2011 | Giải thưởng Xuất sắc (Hạng mục Tạp kỹ)                                                      | Running Man              | Đoạt giải | [ 13 ]            |
| Giải thưởng Giải trí SBS                        | 2011 | Netizen's Popularity Award                                                                  | Running Man              | Đề cử     |                   |
| Giải thưởng Giải trí SBS                        | 2013 | Top Excellence Female Award                                                                 | Running Man              | Đoạt giải | [ 14 ]            |
| Giải thưởng Giải trí SBS                        | 2013 | Giải thưởng Cặp đôi đẹp nhất (với Gary)                                                     | Running Man              | Đề cử     |                   |
| Giải thưởng Giải trí SBS                        | 2015 | Giải thưởng Xuất sắc hàng đầu (Hạng mục Tạp kỹ)                                             | Running Man              | Đoạt giải | [ 15 ]            |
| Giải thưởng Giải trí SBS                        | 2017 | Global Star Award (với các thành viên Running Man)                                          | Running Man              | Đoạt giải |                   |
| Giải thưởng Giải trí SBS                        | 2020 | Giải Nội dung Vàng (với các thành viên Running Man)                                         | Running Man              | Đoạt giải | [ 16 ]            |
| Giải thưởng Giải trí SBS                        | 2021 | Best Couple (với Kim Jong Kook)                                                             | Running Man              | Đề cử     |                   |
| Sina Weibo Night Awards                         | 2016 | Best Trans-boundary Female Artist                                                           | —                        | Đoạt giải | [ 17 ]            |
| Soompi Awards                                   | 2015 | Best Actress                                                                                | Cặp đôi oan gia          | Đề cử     | [ 5 ]             |
| Soompi Awards                                   | 2015 | Best Couple (với Kang Gary)                                                                 | Running Man              | Đoạt giải | [ 5 ]             |
| Soompi Awards                                   | 2016 | Best Actress of the Year                                                                    | Hội bạn gái cũ           | Đoạt giải | [ 5 ]             |
| YinYueTai V Chart Awards                        | 2016 | The Best Cooperation of The Year (với Kenji Wu)                                             | You are so cute          | Đoạt giải |                   |
| Mapo Tax Office                                 | 2017 | Model Taxpayer Award                                                                        | —                        | Đoạt giải | [ 18 ]            |
| International Hallyu Awards                     | 2014 | Best Actress                                                                                | —                        | Đề cử     | [ 19 ]            |
| Korean Updates Awards                           | 2011 | Best Actress                                                                                | —                        | Đề cử     |                   |
| Korean Updates Awards                           | 2014 | Best Actress                                                                                | Cặp đôi oan gia          | Đề cử     |                   |
| Korean Updates Awards                           | 2014 | Best Kiss (với Choi Jin-hyuk)                                                               | Cặp đôi oan gia          | Đề cử     | [ 20 ]            |
| Korean Updates Awards                           | 2014 | Best Couple (với Choi Jin-hyuk)                                                             | Cặp đôi oan gia          | Đoạt giải | [ 20 ]            |
| Korean Updates Awards                           | 2015 | Best Actress                                                                                | Hội bạn gái cũ           | Đoạt giải |                   |

## Giải thưởng tạp chí

### I-Magazine(I-Magazine Fashion Face Awards Year)
| Năm  | Hạng mục     | Kết quả | Chú thích |
| ---- | ------------ | ------- | --------- |
| 2016 | Asian Female | Hạng 9  | [ 21 ]    |
| 2017 | Asian Female | Hạng 5  | [ 22 ]    |
| 2018 | Asian Female | Hạng 53 | [ 23 ]    |
| 2020 | Asian Female | Hạng 45 |           |

### TC Candler Asia(The Most 100 Beautiful Asia Faces)
| Năm  | Hạng mục | Kết quả | Chú thích |
| ---- | -------- | ------- | --------- |
| 2018 | —        | Hạng 38 |           |
| 2019 | —        | Hạng 32 |           |
| 2020 | —        | Hạng 15 | [ 24 ]    |

### Metro.Style(Metro.Style Most Beautiful Korean Actresses)
| Năm  | Hạng mục | Kết quả | Chú thích |
| ---- | -------- | ------- | --------- |
| 2020 | —        | Hạng 4  | [ 25 ]    |

### IZE Magazine(Actors Whom Should Have Received More Recognition)
| Năm  | Hạng mục          | Kết quả     | Chú thích |
| ---- | ----------------- | ----------- | --------- |
| 2020 | Rediscovery Award | Chiến thắng | [ 26 ]    |